# Lví silou

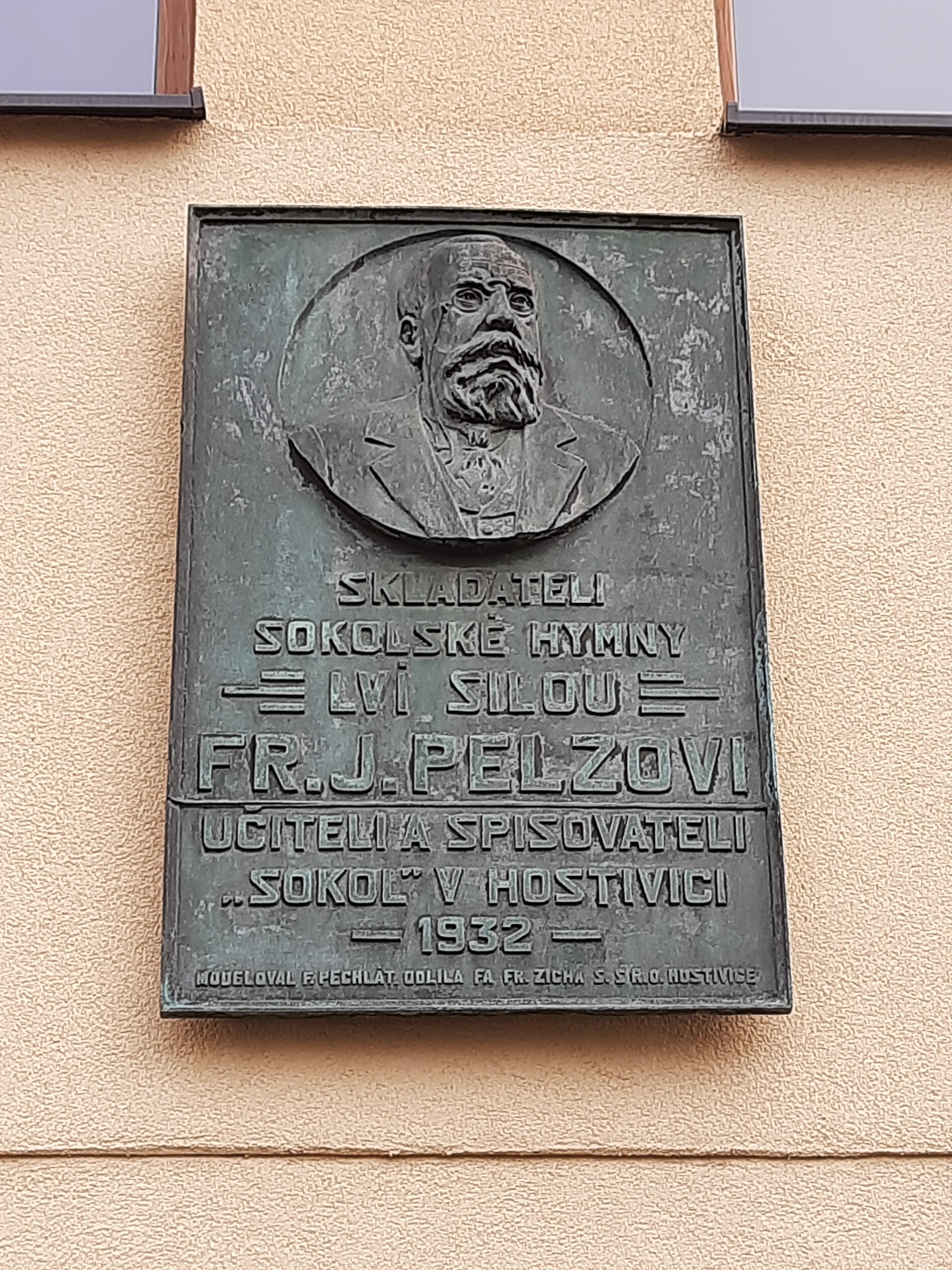
Pamětní deska autora písně F. J. Pelze na Husově náměstí v Hostivici

Lví silou je česká vlastenecká pochodová skladba a hymna Sokola. Zkomponoval ji roku 1882 František Josef Pelz (někdy psáno též Pelzl či Pelc) a věnoval ji „čacké tělocvičné jednotě Sokol v Kralupech nad Vltavou“. Podtext názvu skladby je „Slavnostní pochod Sokolů“.
Skladba byla zakázána během nacistického režimu, pro svoji značnou oblibu se však zachovala. V době Pražského povstání ji opakovaně hrál Československý rozhlas a vybízel tak k pokračování v boji proti okupantům. Zaznívá také ve filmech Zbraně pro Prahu (z rozhlasu) nebo Jára Cimrman ležící, spící (při průvodu k odhalení moře).

## Popis skladby
Autorem původní podoby je František Josef Pelz, původní profesí učitel na obecné škole v Hostivici u Prahy a člen zdejšího Sokola. Ta zahrnovala nápěv se dvěma nebo třemi slokami. U příležitosti návštěvy amerických Sokolů napsal František Kmoch pochod Lví silou, v jehož třetí části (trio) použil, podobně jako v mnoha svých jiných pochodech, původní píseň. V pozdější době tento pochod upravilo několik českých vojenských kapelníků. Mezi známé úpravy patří instrumentace Jana Fadrhonse, Jindřicha Pravečka, Jaroslava Zemana. Mimo trio je skladba dechovými muzikanty řazena k těžším pochodům. 
Motiv fanfáry, kterou pochod začíná a která se později často opakuje, se v průběhu času vžil jako neoficiální sokolská fanfára a byl v různých podobách použit v mnoha dalších, zejména pochodových, skladbách, jako třeba Jen výše švarný sokole a Jdou sokolské šiky od Emila Štolce, Sokolík od Jana Uhlíře a mnohé jiné.

## Text skladby
Pro oblibu melodie na ní bylo napsáno několik textů. Z nich nejznámější však zůstává originální „Lví silou“.

### Originální (Pelzův) text
| První sloka Lví silou vzletem sokolím ku předu kráčejme a drahé Vlasti v oběti své síly snášejme! A byť i cesta daleká ta Sokolíka neleká. Jen mužně statně ku předu vždyť drahá Vlast čeká! | Druhá sloka Vlast, máti, až nás zavolá co věrné dítky své, tu mocná paže Sokola zlé škůdce v souboj zve. Tož, blahá bude naše slast za oběť svůj i život klást. To svaté heslo Sokola: "Za národ, drahou Vlast!" nebo: "Za národ, právo, Vlast!" | Třetí sloka Jen, bratři, silou hrdinnou svou hajme Vlast i řeč. To chloubou buď nám jedinou a pro ni/ně spějme v seč. A potom teprv v spásný den nám vzejde krásný, zlatý sen. Pak sluncem jasným bude plát nám povždy volnost jen! |  |

### Podbrdská
| Kde vletořícné Brdské stráně - drahý domov náš - tu matce Vlasti ku obraně naše bdělá stráž. Paž silná, mužná česká plec a čela jak náš Plešivec ; a jak ten věnec našich hor, tak mocný je náš vzdor. | Na troskách našich slavných hradů bují nový květ, a z našich rolí, luhů, sadů, český skřivan vzlét. My máme píseň, český zpěv a v tepnách žhavou českou krev a hlavy skály, ocel páž - kraj český – věčně náš! | Náš Jungmann Bohem požehnaný z našich vyšel chat; my jazyk svůj na pokřik planý nedáme si rvát. Na věky českým kraj je náš, a my jsme jeho věrná stráž, a hotovi jsme dát se v seč - za naši svatou, českou řeč. |  |

### Naděje
| Byť na nás přišla potopa, hoj, bratří, v pevný sraz a celý svět-li zatopí, my postavme jí hráz! | Hráz ze svých těl a z lásky té, co hory přenáší, ne, nad zoufalstvím prapor náš se nikdy nevznáší. | My byli často orváni, jak v zimě sirý strom, však jaro přišlo vždycky zas a zas se ozval hrom! | Hrom, jímnž jsme kdysi vzbouřili Řím a půl Evropy, hej, kdo máš takou minulost, neboj se potopy! | Hoj, letí mraky Sokolů, hoj, mračna Sokolic, ej, vzhůru, drahý národe, k svobodě s námi vstříc! | Ej, vzhůru k metě vytčené, kdo chce, je vítězem! Poctiví, silní, doletí a zmetky pozři zem! |  |

## Sborník Lví silou
Ve sletovém roce 1948 měl vyjít sborník Lví silou, po únorovém převratu však putoval do stoupy. Několik výtisků z tiskárny Práce tehdy zachránil náčelník ČOS dr Kavalír.